# Kikkerval

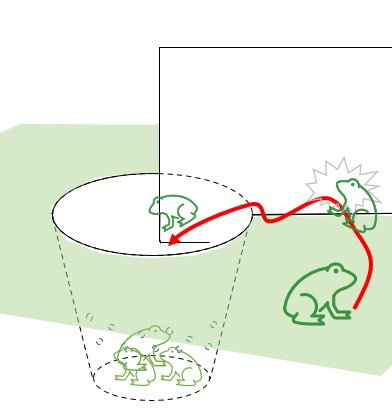
Kikkerval

Een kikkerval is een bodemval om kikkers te vangen. Het wordt gebruikt door biologen die kikkers voor onderzoek nodig hebben en door landbouwers, zoals slakkenkwekers, voor wie kikkers ongewenst zijn.  

## Beschrijving
Een kikkerval bestaat veelal uit een in de grond verwerkte emmer op het pad waarover het dier migreert. Een uitgebreide versie hiervan is de plaatsing van een 'drijfhek' op het kikkerpad met aan weerszijden een ingegraven emmer. Kikkers die tegen het drijfhek aanlopen proberen links- of rechtsom deze obstakel te passeren, maar vallen dan in de emmer. Ook kan een lampje boven de emmer gehangen worden, hetgeen kikkers in de nacht aantrekt en in de emmer doen vallen.
Er moeten gaten zitten in de emmer om in geval van regen het water te laten weglopen, omdat kikkers anders riskeren te verdrinken of - wanneer de emmer snel volloopt - simpelweg ontsnappen. De ingegraven emmers dienen dagelijks geïnspecteerd te worden op de aanwezigheid van kikkers. 

## Andere bodemvallen
Kikkervallen kunnen ook voor het vangen van andere laag over de grond gaande gedierte gebruikt worden. Een insectenval (en: bug trap) is een bodemval dat vergelijkbaar is met een kikkerval, met het verschil dat bij een insectenval de emmer aan de bovenkant deels is afgedekt om de suggestie van een donker en koel oord te wekken, waardoor insecten aangetrokken worden en in de emmer vallen.